# Lithophyllon undulatum
Lithophyllon undulatum is een rifkoralensoort uit de familie van de Fungiidae. De wetenschappelijke naam van de soort is voor het eerst geldig gepubliceerd in 1892 door Rehberg.